# Єрмошихинська сільська рада
Єрмоши́хинська сільська рада (рос. Ермошихинский сельский совет) — сільське поселення у складі Локтівського району Алтайського краю Росії.
Адміністративний центр та єдиний населений пункт — село Єрмошиха.

## Населення
Населення — 123 особи (2019; 225 в 2010, 248 у 2002).